# Luděk Marold

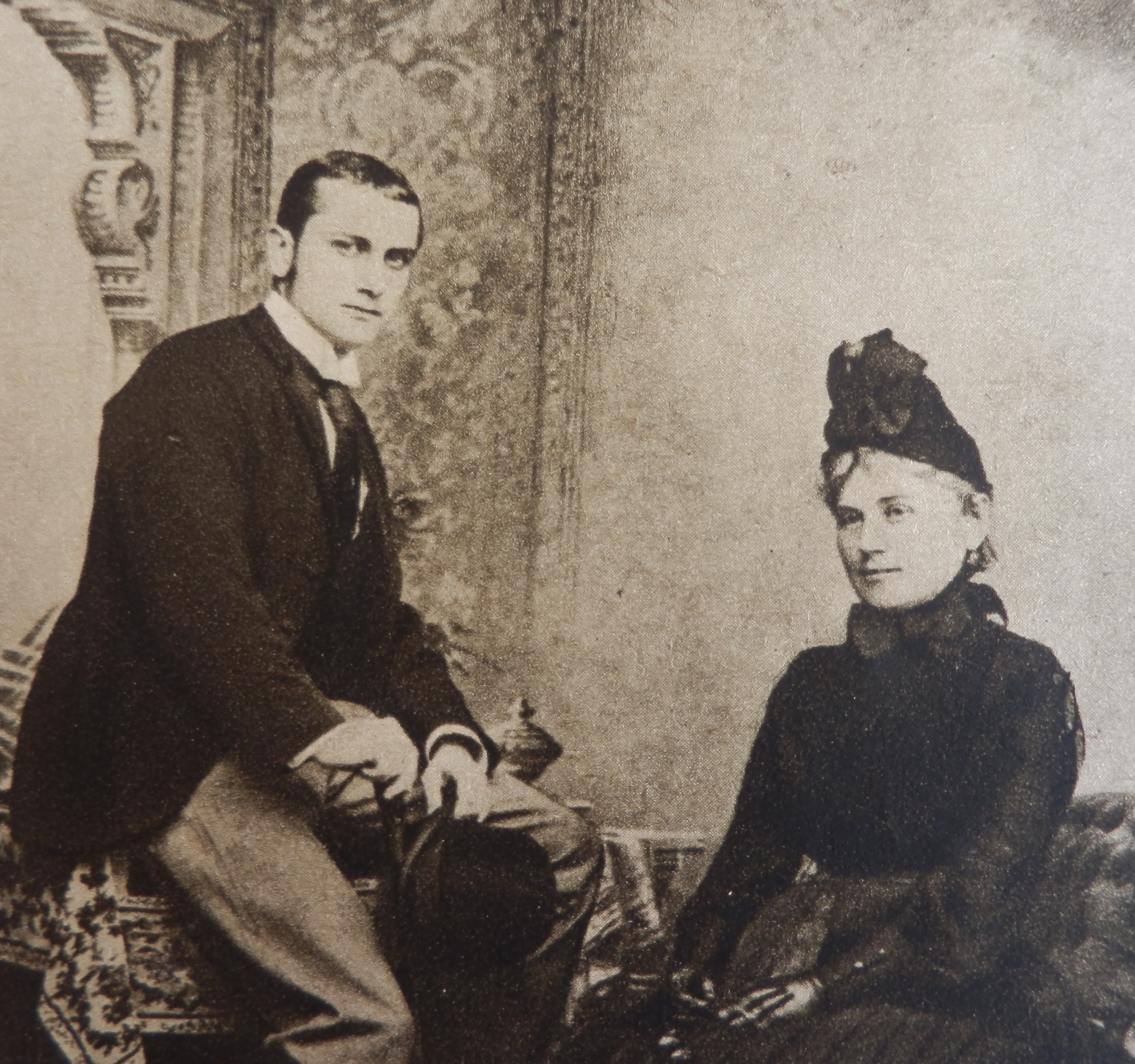
Luděk Marold s manželkou Zdenou, asi 1891

Luděk Alois Marold (7. srpna 1865 Praha-Malá Strana – 1. prosince 1898 Královské Vinohrady) byl český malíř a ilustrátor, který vytvořil největší obraz v českých zemích, panoramu Bitva u Lipan.

## Život
Luděk Marold dostal jako nemanželské dítě příjmení po matce Aloisii (jako otec je v matrice uveden nadporučík Anton Kwetkovitz, který se k otcovství matričním zápisem přihlásil) a po ní dostal také druhé křestní jméno – Alois; křtěn byl u Sv. Mikuláše na Malé Straně. Luděk Marold záhy osiřel, protože otec zemřel v prusko-rakouské válce v roce 1866 a matka o šest let později. Po smrti rodičů ho vychovávala teta Josefa Maroldová. Již v 16 letech byl přijat na pražskou Akademii výtvarných umění, kde však vydržel pouhý rok. Jeho dalším studijním pobytem byla Akademie výtvarných umění v Mnichově. Setkal se zde s mnohými Čechy (Alfons Mucha a další) a zaznamenával první úspěchy s kresbami zachycujícími výstižně každodenní život města. Kromě publikování v českých (Světozor) i německých časopisech se v 21 letech pokusil o ilustraci románu Pan markýz od Serváce Hellera.
V roce 1887 se Marold vrátil do Prahy, kde pracoval v ateliéru Maxe Pirnera a stal se redaktorem Spolku Mánes, kterému předsedal Mikoláš Aleš. O rok později zaujal bravurní lavírovanou kresbou a svým pozorovacím talentem, které využil v několika obrazech (olejomalba, například Z vaječného trhu) a v ilustracích pro časopisy.
V roce 1889 odjel do Paříže. Zde brzy přišel díky své nestálosti o státní stipendium a spřátelil se s Vojtěchem Hynaisem. Rychle se však uchytil díky svým ilustracím cizojazyčné a české literatury (Erbenův Vodník). Na mezinárodní výstavě v Mnichově byl v roce 1892 za ilustrace oceněn i zlatou medailí. Ani v Paříži však nezapomínal Marold na obrazy, v nichž tentokrát zobrazoval momentky z francouzského prostředí. Přiblížil se dekorativnímu stylu secese, aniž by se stával pouze popisným. Začal dostávat i nabídky na tvorbu plakátů.
Od 30. listopadu 1895 byl řádným členem České akademie věd a umění, v roce 1898 dostal medaili za své akvarely, které zakoupila pruská vláda. V té době již bydlel v Praze, kde vytvořil plakát Náš dům v asanaci pro zpěvohru. Výstavu architektury a inženýrství na Výstavišti v Královské oboře v roce 1898 ozdobilo panorama Bitva u Lipan. Koncem roku 1898 se Marold nakazil tyfem[nepřesný odkaz] a do týdne zemřel, aniž by se dočkal v Čechách souborné výstavy svých prací. Ta se uskutečnila až v roce 1899.

### Rodinný život
V roce 1889 odjel do Paříže, kde se rozhodl zůstat. V roce 1891 se zde oženil se Zdenou Makovskou (1873–1903). Dne 8. prosince téhož roku se jim v Paříži narodil syn Ludvík. Syn Ludvík (Luděk) se též stal akademickým malířem; roku 1914 se oženil s Terezií Jockelovou.
Podle svědectví Aloise Kalvody bylo toto manželství rozhárané a k jeho udržení přispěl Maroldův blízký přítel a spolupracovník, malíř Karel Rašek; ten přiměl manželku, která uprchla do Vídně, k návratu k manželovi.
Manželka Zdena Maroldová spáchala v Praze v roce 1903 sebevraždu.

## Galerie

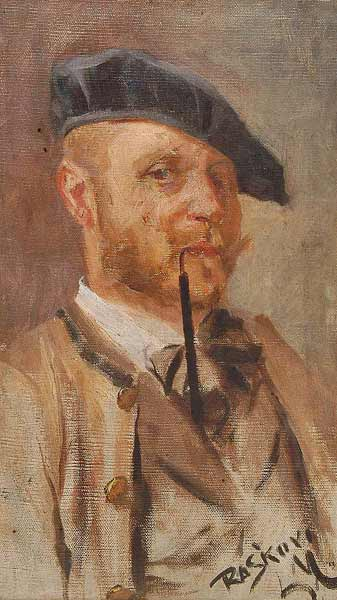
Luděk Marold – Portrét malíře Karla Rašky
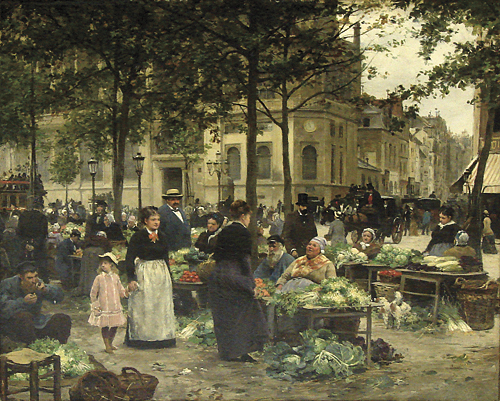
Luděk Marold – Zelinářský trh v Paříži
Luděk Marold – Vaječný trh v Praze (1888)
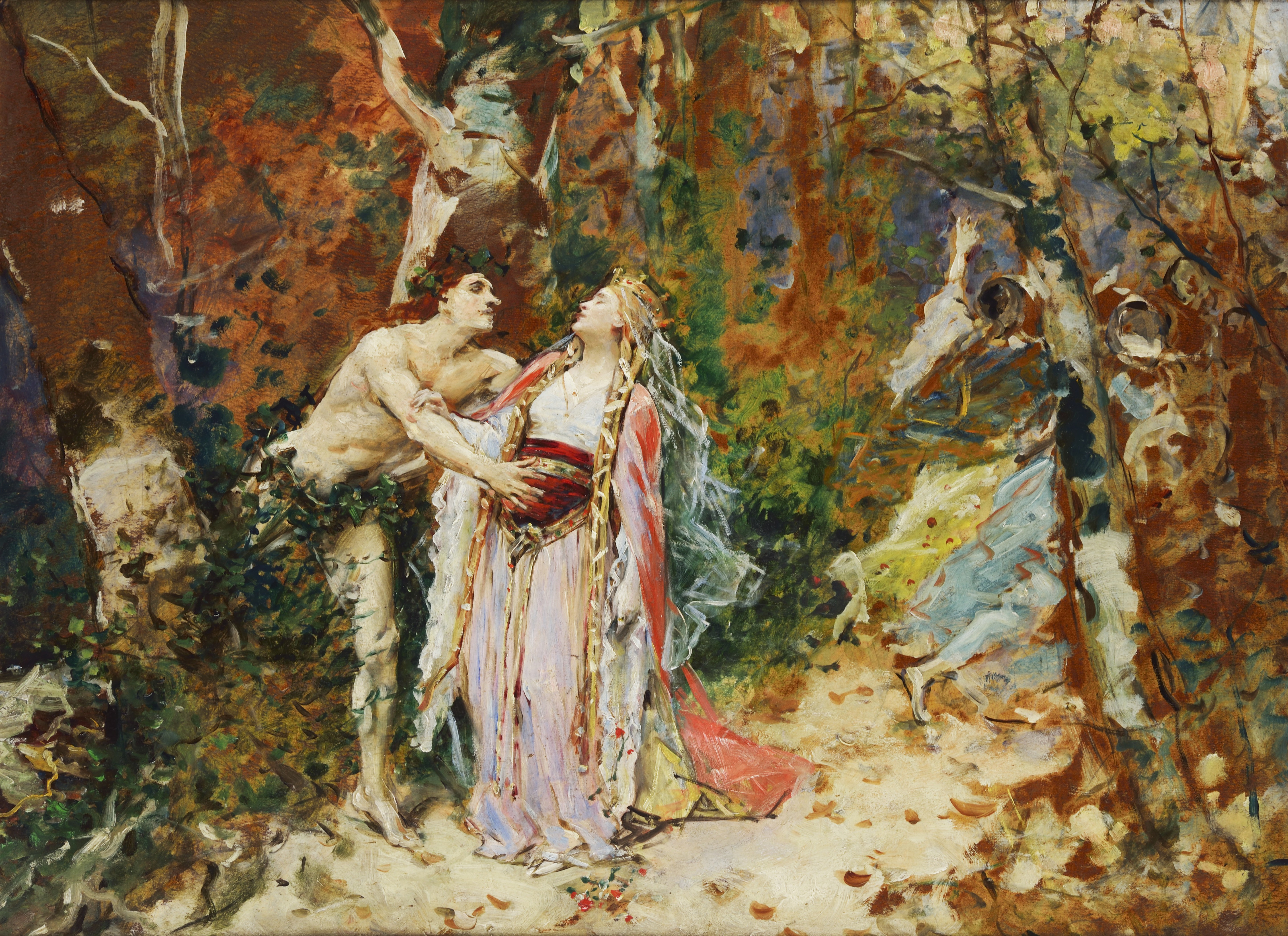
Luděk Marold – Překvapení (1889)
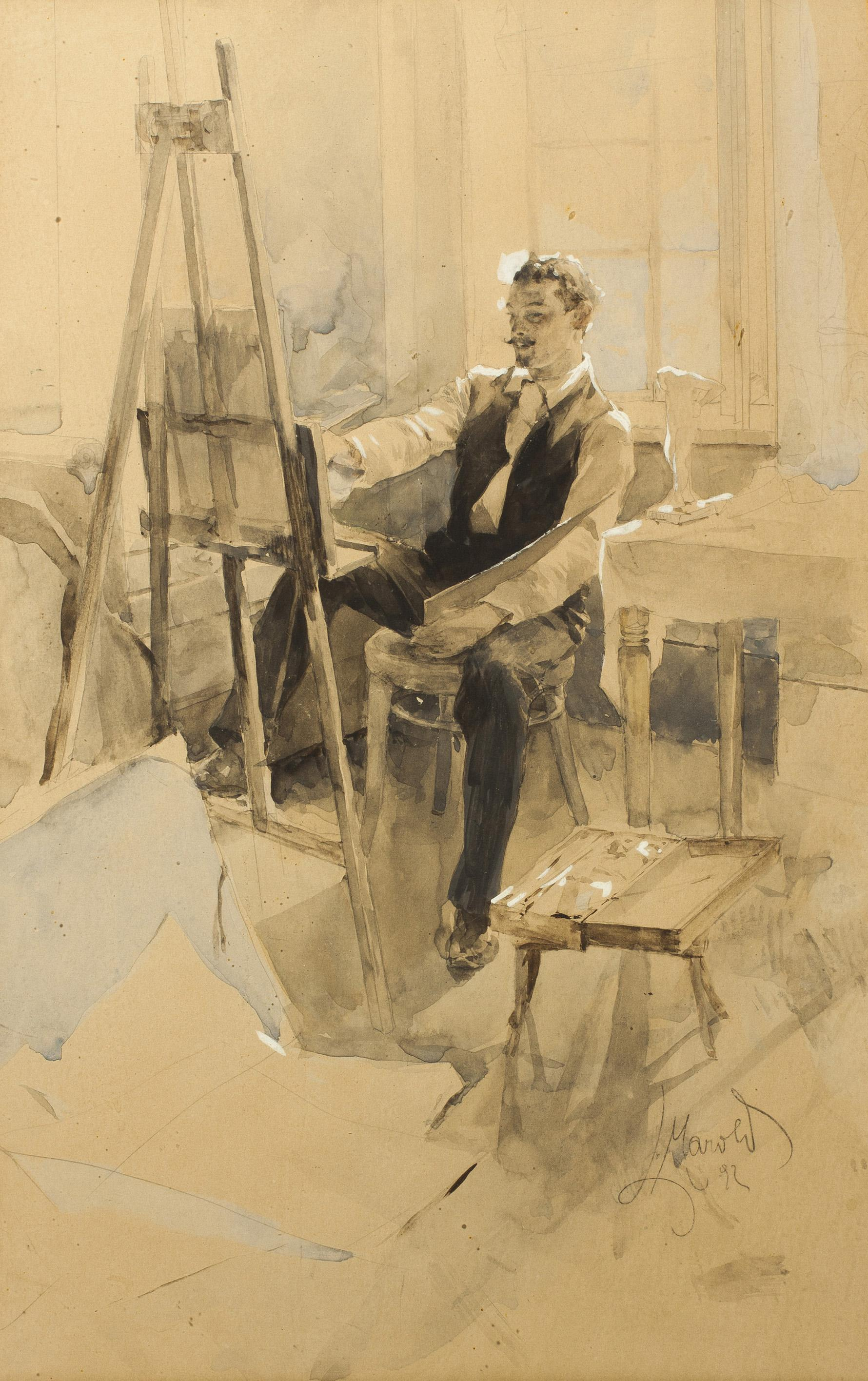
Luděk Marold – Malíř v ateliéru (1892)
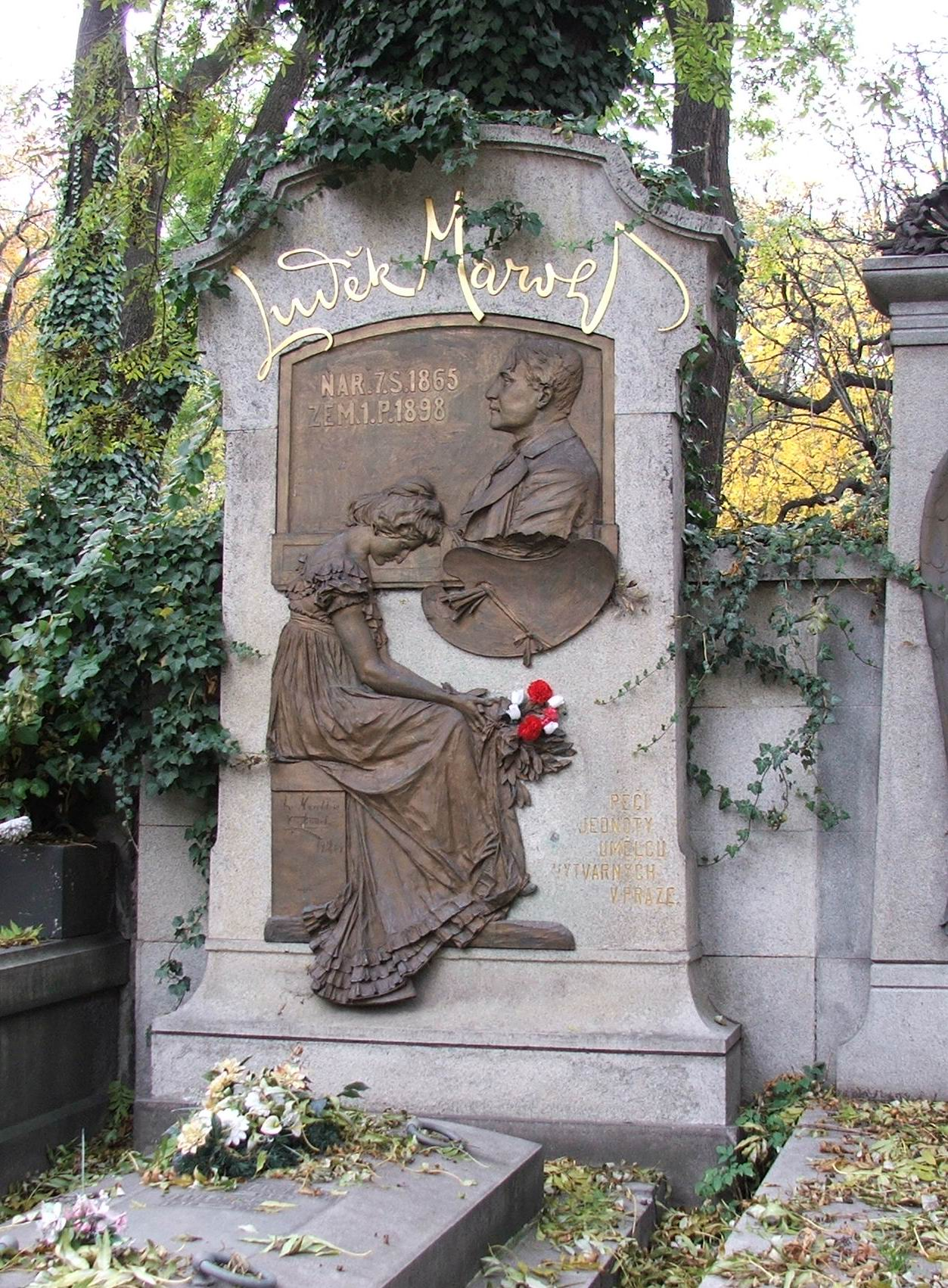
Hrob malíře Marolda na pražských Olšanech, dílo Viléma Amorta